# Тарновска епархия
Тарновската епархия (на полски: Diecezja tarnowska; на латински: Dioecesis Tarnoviensis) е административно-териториална единица на католическата църква в Полша, западен обред. Суфраганна епископия на Краковската митрополия. Установена на 13 март 1786 година от папа Пий VI. На 13 юни 1805 година е ликвидирана от папа Пий VII, който на 20 септември 1821 година я възстановява с името Тинешка. В 1826 година връща старото си название. Настоящата и територия е утвърдена на 25 март 1992 година с булата „Totus Tuus Poloniae Populus“ на папа Йоан-Павел II. Заема площ от 7 566,25 км2 и има 1 111 156 верни. Седалище на епископа е град Тарнов.

## Деканати
В състава на епархията влизат четиредесет и три деканата.
| - Деканат „Бжеско“ - Деканат „Бобова“ - Деканат „Бохня Всхуд“ - Деканат „Бохня Захуд“ - Деканат „Войнич“ - Деканат „Грибув“ - Деканат „Дембица Всхуд“ - Деканат „Дембица Захуд“ - Деканат „Домброва Тарновска“ - Деканат „Закличин“ - Деканат „Жабно“ - Деканат „Криница Здруй“ - Деканат „Крошченко над Дунайцем“ - Деканат „Лиманова“ - Деканат „Линица Мурована“ | - Деканат „Лонцко“ - Деканат „Лужна“ - Деканат „Мелец Полудне“ - Деканат „Мелец Пулноц“ - Деканат „Нови Сонч Всхуд“ - Деканат „Нови Сонч Захуд“ - Деканат „Нови Сонч Центрум“ - Деканат „Олпини“ - Деканат „Пивнична“ - Деканат „Пилзно“ - Деканат „Поромбка Ушевска“ - Деканат „Пусткув Ошедле“ - Деканат „Радлув“ - Деканат „Радомишъл Велки“ - Деканат „Ропа“ | - Деканат „Стари Сонч“ - Деканат „Тарнув Всхуд“ - Деканат „Тарнув Захуд“ - Деканат „Тарнув Полудне“ - Деканат „Тарнув Пулноц“ - Деканат „Тимбарк“ - Деканат „Тухув“ - Деканат „Ушче Солне“ - Деканат „Уяновице“ - Деканат „Ченжковице“ - Деканат „Чхув“ - Деканат „Шчепанув“ - Деканат „Шчучин“ |